# Tufan Erhürman

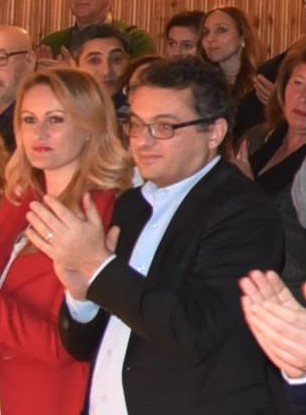
Erhürman im Februar 2018

Tufan Erhürman (* 1970 in Lefkoşa, Nikosia, Türkische Republik Nordzypern) ist ein türkisch-zyprischer Akademiker, Rechtsanwalt, Diplomat und war von 2018 bis 2019 Ministerpräsident Nordzyperns. Als Wissenschaftler im öffentlichen Recht von Beruf war er an den Verhandlungen zur Beilegung des Zypernkonflikts zwischen 2008 und 2010 beteiligt. Zuvor war er von 1999 bis 2004 im Justizministerium der Türkei tätig und arbeitete für die Etablierung der Position des Bürgerbeauftragten in der Türkei. Er ist der aktuelle Führer der Republikanischen Türkischen Partei.

## Bildung
Erhürman absolvierte seinen Sekundarabschluss in Türk Maarif Koleji. Anschließend wurde er 1988 für das Studium der Rechtswissenschaften an der Universität Ankara eingeschrieben. Seinen Master-Abschluss und seine Promotion erhielt er ebenfalls von der Universität Ankara. Seine Doktorarbeit aus dem Jahr 2001 beschäftigte sich mit der Nicht-juristischen Inspektion der Behörde und des Ombdusman.

## Akademische Laufbahn
Erhürman lehrte von 1995 bis 2001 öffentliches Recht an der Universität Ankara, der Technischen Universität des Nahen Ostens und der Hacettepe-Universität. Anschließend war er von 2001 bis 2006 und von 2008 bis 2013 an der Ostmediterranen Universität beschäftigt. Zwischen 2006 und 2008 lehrte Erhürman auch an der Universität des Nahen Ostens.

## Politische Karriere
Erhürman wurde zwischen 2008 und 2010 in die Verhandlungen zur Lösung des Zypernkonflikts unter Präsident Mehmet Ali Talât einbezogen.
Er kandidierte bei den Wahlen 2013 für einen Sitz in Nikosia in der Versammlung der Republik Nordzyperns und wurde als Kandidat der Republikanisch-Türkischen Partei Parlamentsabgeordneter. Er arbeitete intensiv an einer Verfassungsänderung, bei der 23 Änderungen von allen 4 Parteien, die damals im Parlament vertreten waren, beschlossen wurden. 62,3 % der Wähler lehnten die neue Verfassung jedoch beim Referendum 2014 ab. Er wurde Generalsekretär der Republikanischen Türkischen Partei-Vereinigten Streitkräfte.
Am 13. November 2016 wurde Erhürman zum Führer der Republikanischen Türkischen Partei und damit der wichtigsten Opposition.
Bei den Parlamentswahlen 2018 wurde er als Mitglied des Parlaments wiedergewählt, konnte aber nicht verhindern, dass seine Partei 9 Sitze verlor. Am 19. Januar 2018 begannen die Verhandlungen zur Bildung einer Koalition aus 4 Parteien, der Republikanischen Türkischen Partei, der Volkspartei, der Demokratischen Partei und der Kommunal-Demokratischen Partei, die schließlich die Bildung des Kabinetts Erhürman ermöglichte.
Am 8. Mai 2019 kündigte er seinen Rücktritt an. Zwei Wochen später, am 22. Mai 2019, wurde Ersin Tatar zu seinem Nachfolger ernannt.